# Inés dell'anima mia (serie televisiva)
Inés dell'anima mia (Inés del alma mía) è una serie televisiva spagnola composta da 8 episodi, è stata pubblicata in prima visione sulla piattaforma Prime Video il 31 luglio 2020 e trasmessa in televisione su La 1 dal 7 ottobre al 25 novembre 2020. È basata sull'omonimo romanzo di Isabel Allende, prodotta da RTVE, Boomerang TV e Chilevisión ed ha come protagonisti Elena Rivera ed Eduardo Noriega.
In Italia la serie è stata trasmessa ogni venerdì in prima serata su Canale 5 dal 30 luglio al 20 agosto 2021 con due episodi in quattro serate.

## Trama
XVI secolo: Inés de Suárez è una ragazza di Plasencia, istruita dalla madre alla rabdomanzia, fugge dalla tirannia del nonno scappando insieme al marito Juan de Málaga, ricco commerciante. Adesso Inés vive a Siviglia, Juan ha perso tutto il suo denaro, si è fatto truffare dai suoi soci, per non parlare della sua dipendenza dal gioco e dagli alcolici, decide quindi di cercare nuove ricchezze in Perù unendosi all'esercito dei fratelli Pizarro separandosi dalla moglie. Inés, non avendo più notizie del marito già da un anno, va nel Nuovo Mondo a cercarlo, arrivando con una nave a Cartagena de Indias, e da lì passa per Panama unendosi a una spedizione guidata dal crudele Sebastián, che Inés sarà costretta a uccidere dato che lui intendeva violentarla. Raggiunta Cusco, Inés incontrerà Pedro de Valdivia maestro di campo di Francisco Pizarro, lui e Inés si erano già conosciuti a Plasencia prima che lei si sposasse; scoprirà che Juan è morto in battaglia prendendo il posto di Hernando Pizarro per ripagare un debito di gioco. Inés si stabilisce a Cusco, lavorando come cuoca, usando bene le sue abilità di rabdomante, facendo amicizia con alcune indios come Catalina e la principessa Cecilia, la quale aspetta un bambino da Gómez, un soldato spagnolo e fedele compagno di Pedro. Inés e Pedro si innamoreranno, sebbene lui sia un uomo sposato, essendosi separato dalla moglie per unirsi alla campagna militare di Pizarro.
Pedro sconfigge Diego de Almagro in battaglia facendolo arrestare, proprio Almagro fa nascere nel suo nemico il desiderio di colonizzare il Cile, e infatti Pedro, ansioso di diventare il governatore di una terra mai colonizzata, ottiene dai fratelli Pizarro il permesso di partire in esplorazione, anche con l'aiuto di Inés che convince alcuni a passare dalla parte di Pedro. Quest'ultimo promette a Inés che nel Cile, anche se lei non sarà mai sua moglie, potrà restargli accanto come sua compagna e simbolicamente come una "regina". Al gruppo di Pedro si uniscono anche Gómez, Cecilia, Catalina e alcuni degli uomini più fidati di Pedro quali Francisco de Aguirre, Jerónimo de Alderete e Rodrigo de Quiroga, il viaggio si rivela assia arduo, passando per il Deserto di Atacama molti perdono la vita durante il viaggio a causa della scarsità di cibo e acqua, ma ancora una volta le abilità di rabdomante di Inés si rivelano utili. Per i Mapuche l'imminente arrivo dei spagnoli rappresenta una minaccia alla pace, ma la figura di Inés per loro rappresenta un pericolo persino maggiore del condottiero Pedro ritenuta ormai una strega.
Raggiunto il Cile Pedro fa creare un forte militare chiamandolo Santiago di cui diventa il governatore, il cuore di Inés è diviso tra Pedro e Rodrigo, il quale è innamorato di lei, che a sua volta inizia a ricambiare i suoi sentimenti, anche perché Pedro si sta allontanando sempre di più dalla donna che ama, accecato dall'avidità dopo aver scoperto dell'esistenza di svariate miniere d'oro nel Cile, schiavizzando i Mapuche per obbligarli a lavorare negli impianti minerari, tanto da non curarsi dei problemi che sta attraversando Santiago, ad esempio la scarsità di risorse alimentari. Per Pedro l'oro è indispensabile così da poter finanziare il suo progetto: una spedizione per l'Araucanía e la conquista dello Stretto di Magellano in modo da fondarvi una città e costringere i mercanti a pagare una tassa per il commercio. Inés è sempre più disgustata dalla tirannia e dall'avidità di Pedro, capendo di essersi innamorata di un uomo uguale a Juan, animato solo da irraggiungibili ambizioni, tra l'altro per via della sua sterilità non è in grado di dargli dei figli, e quindi adottano un piccolo Mapuche convertendolo al cristianesimo chiamandolo Felipe.
Inés è diventata ormai una figura rispettata a Santiago, difendendola dall'attacco dei Mapuche, mandandoli via dopo aver decapitato quattro prigionieri Mapuche mostrando le loro teste. Pedro fa anche uccidere alcuni dei suoi uomini che volevano tradirlo, ormai sono in molti che desiderano disertare e tornare in Perù, quindi Pedro accorda loro il permesso di abbandonare Santiago pagandoli con l'oro come retribuzione per i loro servigi: ma in realtà Pedro fugge da Santiago rubando l'oro che spettava ai suoi sudditi, lasciando a Inés il ruolo di governatrice
Pedro ha servito il nuovo viceré del Perù avendo avuto un ruolo determinante nella soppressione delle guerre civile nel territorio, intanto grazie a Inés Santiago ha prosperato, ora da forte militare è diventata una città, coltivando grano adesso possono anche esportarlo, lei e Rodrigo sono sempre più uniti, ma lei si rifiuta ancora di diventare sua moglie, nonostante sia delusa dal comportamento di Pedro continua ad attendere il suo ritorno, ma le cose non andranno come lei si aspettava: Pedro tornerà a Santiago reclamando il suo posto come governatore, ma al fianco di sua moglie Marina come sola governatrice in qualità di consorte di Pedro: quest'ultimo è stato costretto a ricongiungersi con la sua sposa dato che l'inquisizione avrebbe giustiziato lui e Inés dato che il loro concubinato era contro le leggi della Chiesa, e Inés come sola amante di Pedro non era autorizzata a essere la governatrice. Inés, avendo capito che legarsi a Pedro (un uomo che non ha fatto altro che illuderla con false promesse) è stato un errore, sposa Rodrigo. La pace che Inés aveva ottenuto con i Mapuche viene distrutta dall'ambizione di Pedro che inizia a schiavizzarli, rendendosi colpevole di crudeli quanto insensati atti di tirannia, ormai ossessionato da Inés dà evidenti segni di follia, tanto che Felipe decide (ormai diventato un giovane uomo) di abbandonare Santiago separandosi con suo rammarico da Inés che per lui era come una madre, decidendo di lottare per proteggere la sua gente dal giogo di Pedro riabbracciando il suo vero nome di Mapuche: Lautaro.
Pedro parte per la sua spedizione alla conquista dell'Araucanía, accompagnato da Gómez, Rodrigo e Jerónimo fondando nuove città, lottando contro i Mapuche guidati da Lautaro che li ha istruiti alla strategia militare, per Pedro è sempre più difficile fronteggiare i Mapuche nelle varie battaglie anche perché i suoi soldati lavorano in maniera dispersiva dato che Pedro ha affidato ai diversi reggimenti il compito di sorvegliare le miniere e le città che lui stesso ha fondato. Pedro affronta la sua ultima battaglia quando cade in un'imboscata di Lautaro, durante lo scontro Jerónimo perde la vita, e Lautaro uccide Pedro il quale nei suoi ultimi momenti di vita ripensa alla sua amata Inés, rendendosi conto solo alla fine che lei e l'amore che li univa erano la cosa più preziosa che aveva, lo stesso amore che però è stato soffocato dalla sua insaziabile ambizione.
Gómez e Rodrigo ritornano a Santiago potendo stare al fianco di Cecilia e Inés, mentre a Marina viene data la spada di Pedro e con essa simbolicamente il potere di governare su Santiago, ma Marina concede tale potere a Inés (probabilmente perché era ciò che voleva Pedro) e finalmente Inés diventa la sola e unica governatrice di Santiago.

## Episodi
| Stagione       | Episodi | Pubblicazione Spagna | Prima TV Spagna | Prima TV Italia |
| -------------- | ------- | -------------------- | --------------- | --------------- |
| Prima stagione | 8       | 31 luglio 2020       | 2020            | 2021            |

## Personaggi e interpreti
- Inés Suárez, interpretata da Elena Rivera, doppiata da Giulia Catania.
- Pedro de Valdivia, interpretato da Eduardo Noriega, doppiato da Francesco Pezzulli.
- Rodrigo de Quiroga, interpretato da Benjamín Vicuña, doppiato da Simone D'Andrea.
- Diego de Almagro, interpretato da Carlos Bardem.
- Pedro Sánchez de la Hoz, interpretato da Enrique Arce, doppiato da Massimo De Ambrosis.
- Juan de Málaga, interpretato da Carlos Serrano, doppiato da Sacha Pilara.
- Francisco Pizarro, interpretato da Francesc Orella, doppiato da Massimo Corvo.
- Marina de Valdivia, interpretata da Daniela Ramírez, doppiata da Myriam Catania.
- Hernando Pizarro, interpretato da Federico Aguado, doppiato da Francesco Venditti.
- Francisco de Aguirre, interpretato da Ismael Martínez, doppiato da Riccardo Scarafoni.
- Asunción, interpretata da Andrea Trepat, doppiata da Erica Necci.
- Cecilia, interpretata da Antonia Giesen, doppiata da Rossa Caputo.
- Juan Gómez de Almagro, interpretato da Pedro Fontaine, doppiato da Lorenzo De Angelis.
- Alonso de Monroy, interpretato da Rafael de la Reguera.
- Jerónimo de Alderete, interpretato da Nicolás Zárate, doppiato da Stefano Crescentini.
- Michimalonco, interpretato da Gastón Salgado.
- Marmolejo, interpretato da Elvis Fuentes, doppiato da Stefano Thermes.
- Don Alonso, interpretato da Juan Fernández, doppiato da Stefano Benassi.
- Catalina, interpretata da Patricia Cuyul.
- Don Benito, interpretato da Francisco Ossa, doppiato da Luca Ward.
- Sebastián Romero, interpretato da Roberto Farías, doppiato da Dario Oppido.

## Distribuzione

### Spagna
In originale la serie è composta da 8 episodi da 70 minuti ciascuna, è stata pubblicata in prima visione sulla piattaforma Prime Video il 31 luglio 2020 e trasmessa in televisione su La 1 dal 7 ottobre al 25 novembre 2020.

### Italia
In Italia la serie anch'essa composta da 8 episodi da 70 minuti ciascuna, è stata trasmessa ogni venerdì in prima serata su Canale 5 dal 30 luglio al 20 agosto 2021 con due episodi in quattro serate.

## Riprese
Le riprese della serie sono iniziate il 2 settembre 2019 e si sono concluse a dicembre dello stesso anno.

## Riconoscimenti
MiM Series Awards
- 2021: Miglior miniserie

Festival des créations télévisuelles de Luchon
- 2021: Premio del pubblico per la selezione spagnola